# Andy Serkis
Andrew Clement Serkis (* 20. duben 1964) je anglický herec známý využíváním optických speciálních efektů CGI. Takto ztvárnil například Gluma v Pánovi prstenů, King Konga (2005) nebo Caesara ve Zrození Planety opic. Peter Jackson věděl, že nejde, aby Gluma hrál převlečený herec, ale nechtěl ani použít počítačové efekty. Andy Serkis dokázal, že něco takového je možné. Nasnímali mu různé body na těle, zvláště v obličeji, a pak kolem nich udělali tělo Gluma. Když se do kin dostal druhý díl Pána prstenů, společně s ním se objevil nápad vytvořit novou oscarovou kategorii za nejlepší počítačovou postavu. Stejným způsobem natočil s Peterem Jacksonem King Konga. Kvůli této roli Serkis navštívil Afriku, aby mohl studovat gorily v přirozeném prostředí. V sequelové trilogii Star Wars hrál nejvyššího vůdce Snokea.

## Filmografie
- 2022 Andor (seriál)
- 2022 The Batman
- 2020 Dopis pro krále
- 2019 Star Wars: Vzestup Skywalkera
- 2018 Black Panther
- 2017 Star Wars: Poslední z Jediů
- 2017 Válka o planetu opic
- 2015 Avengers: Age of Ultron
- 2015 Star Wars: Síla se probouzí
- 2014 Úsvit planety opic
- 2012 Hobit: Neočekávaná cesta – Glum
- 2011 Divoký Bill
- 2011 Smrt superhrdiny
- 2011 Tintinova dobrodružství – Kapitán Haddock
- 2011 Velká vánoční jízda
- 2011 Zrození Planety opic
- 2008 Inkoustové srdce
- 2008 Malá Dorritka (seriál)
- 2007 Opičí život (dokument)
- 2007 Xposé (TV pořad)
- 2006 Dokonalý trik
- 2006 Lord Logford
- 2006 Příběhy ztracených duší
- 2006 Spláchnutej
- 2006 Síla umění (dokument)
- 2005 King Kong – King Kong, kuchař Lumphy
- 2005 King Kong: Deník režiséra (dokument)
- 2005 Pán fanoušků: Společníci prstenu (dokument)
- 2004 Posedlá
- 2004 Přes noc třicítkou
- 2003 Pán prstenů: Návrat krále – Glum
- 2002 Mrtvá hlídka
- 2002 Nonstop párty
- 2002 Pán prstenů: Dvě věže – Glum
- 2002 Uprchlíci
- 2001 Pán prstenů: Společenstvo Prstenu
- 2000 Pandaemonium
- 2000 Tisíc a jedna noc
- 2000 Zlaťák
- 1999 Oliver Twist (seriál)
- 1999 Páté přes deváté
- 1997 Mojo
- 1997 Na vážno
- 1997 Vraždy prokletých
- 1996 Stella šlape chodník
- 1994 Finney (seriál)
- 1994 Grushko
- 1994 Jutský princ